# Залізнична лінія

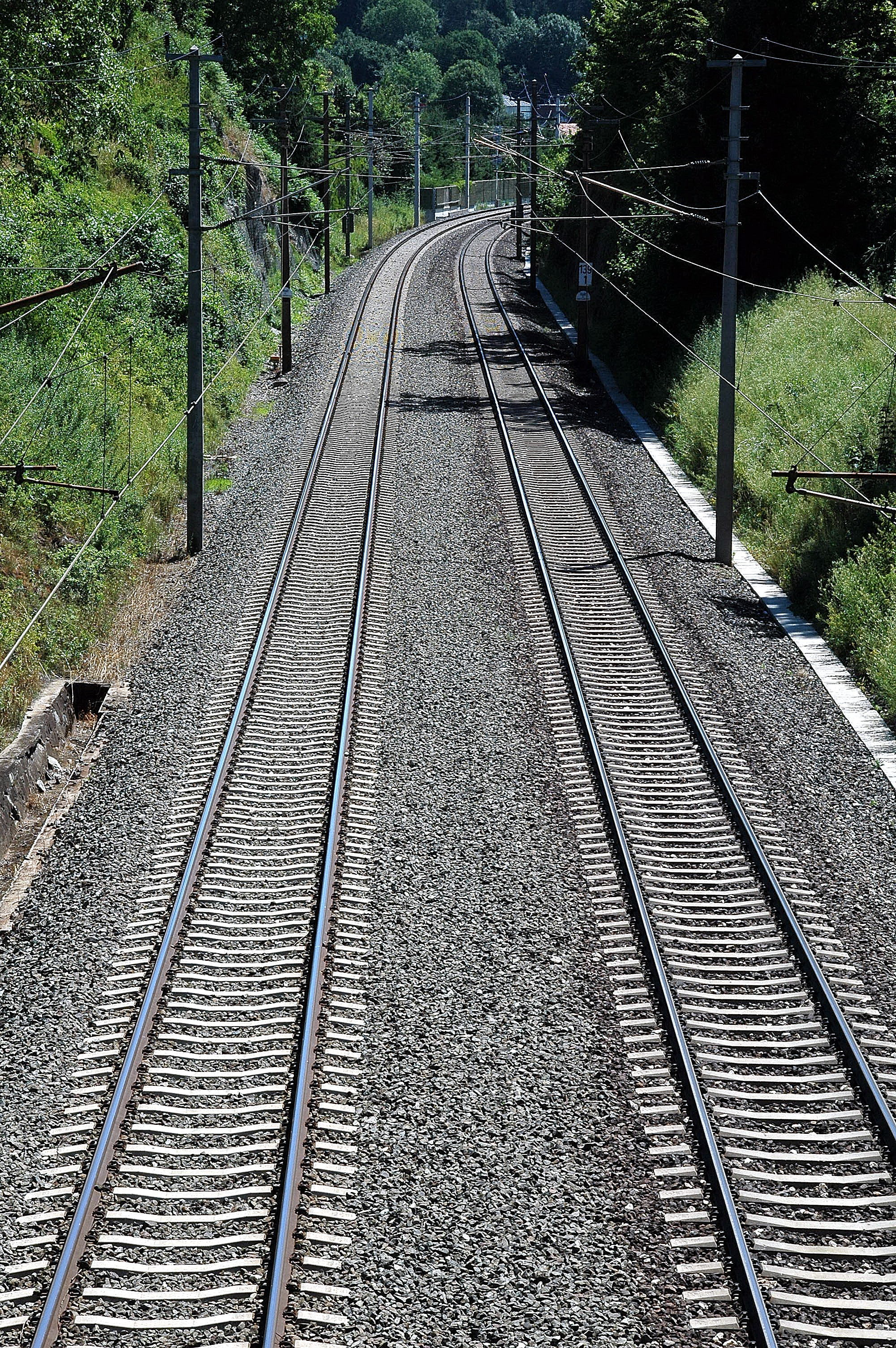
Двоколійна залізнична лінія біля Перчаха в Австрії

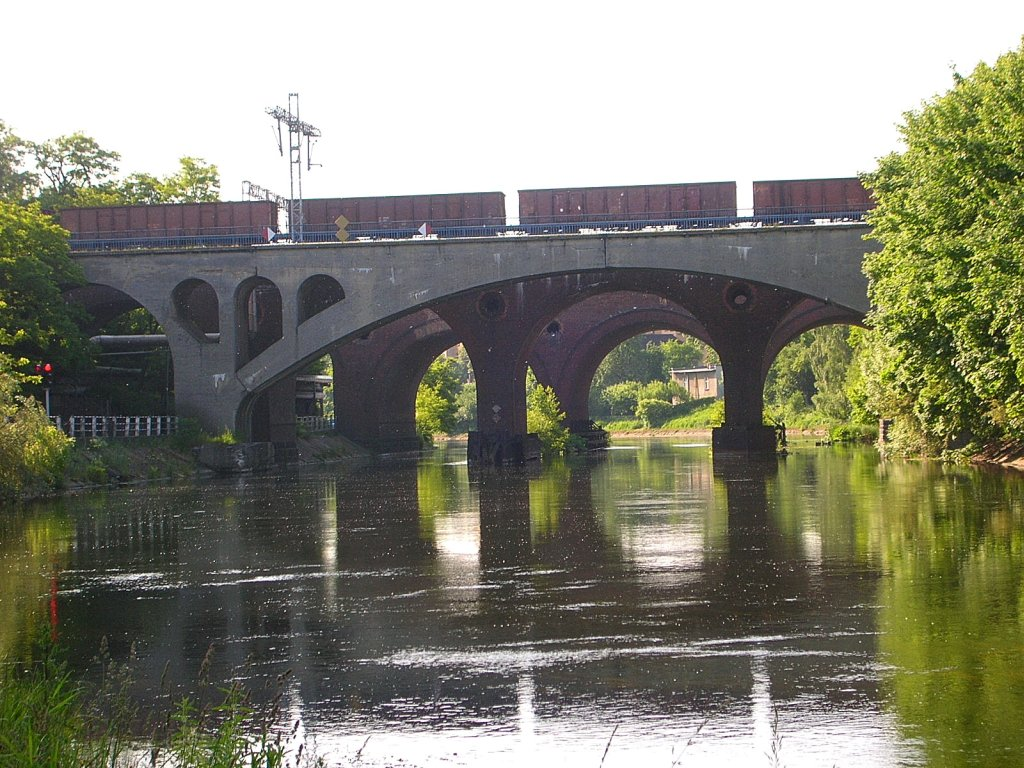
Залізничні мости у Бидгощі

Залізнична лінія — залізниця, що має початок і кінець разом з прилеглою смугою землі, складається з ділянок лінії, а також будівель, споруд та обладнання, призначених для залізничного руху, а також займаних ними земель.
На залізничних лініях розміщені експлуатаційні пункти.

## Історія
Перші залізничні лінії у світі були побудовані між 1764 і 1825 рр. Точно невідомо в США чи у Великій Британії (від Дарлінгтона до Стоктона).

## Класифікація залізничних ліній
Залізничні лінії можна класифікувати за своїми властивостями, технічними параметрами або економічними та соціальними функціями:
- ширина колії:
  - нормальноколійні (відстань між внутрішніми кромками рейок близько 1435 мм),
  - ширококолійні (шириною понад 1435 мм, наприклад, 1520 мм — Росія, Україна, Білорусь, та інші країни СНД, 1600 мм — Ірландія або 1676 мм — Іспанія, Португалія),
  - вузькоколійні (шириною менше за 1435 мм, наприклад, 1067 мм, 1000 мм, 785 мм, 750 мм і 600 мм);
- кількість колій: одноколійні, двоколійні та багатоколійні;
- тип тяги: електрифіковані та неелектрифіковані;
- форма рельєфу:
  - низовинні (з поздовжніми нахилами ліній від 5 до 10 ‰ і радіусом дуг в діапазоні від 500 до 2000 м),
  - підгірські (з поздовжніми нахилами ліній від 10 до 15 ‰ і радіусом дуг в діапазоні від 300 до 1500 m),
  - гірські (з поздовжніми нахилами ліній до 30 ‰ і радіусом дуг в діапазоні від 300 до 800 m);
- розташування відносно поверхні землі:
  - наземні, надземні, підземні.